# Cosne-Cours-sur-Loire
Cosne-Cours-sur-Loire je naselje in občina v osrednji francoski regiji Burgundiji, podprefektura departmaja Nièvre. Leta 1999 je naselje imelo 11.399 prebivalcev.

## Geografija
Kraj se nahaja v osrednji Franciji ob sotočju rek Loare in Nohain.

## Administracija
Cosne-Cours-sur-Loire je sedež dveh kantonov:
- Kanton Cosne-Cours-sur-Loire-Jug (del občine Cosne-Cours-sur-Loire, občine Alligny-Cosne, Pougny, Saint-Loup, Saint-Père: 14.084 prebivalcev),
- Kanton Cosne-Cours-sur-Loire-Sever (del občine Cosne-Cours-sur-Loire, občine Annay, La Celle-sur-Loire, Myennes, Neuvy-sur-Loire).

Naselje je prav tako sedež okrožja, v katerega so poleg njegovih dveh vključeni še kantoni La Charité-sur-Loire, Donzy, Pouilly-sur-Loire, Prémery in Saint-Amand-en-Puisaye s 45.074 prebivalci.

## Zgodovina
Občina je nastala 1. januarja 1973 z združitvijo do tedaj samostojnih občin, Cosne-sur-Loire in Cours.

## Pobratena mesta
- Bad Ems (Nemčija),
- Harpenden (Združeno kraljestvo),
- Herentals (Belgija).